# Лептопус китайский
Лепто́пус кита́йский (лат. Leptopus chinensis) — вид цветковых растений рода Лептопус (лат. Leptopus) семейства Филлантовые.

## Ботаническое описание
Кустарник высотой до 80 см, с густо облиственными побегами, без млечного сока. Листья с прилистниками, тонкие, яйцевидной формы, чаще с тупой верхушкой и круглым основанием. Тычиночные цветки растут по два или три, желтоватого цвета. Чашелистики сросшиеся на одну треть и суженные ресничками. Пестичные цветки — одиночные, с лепестками яйцевидной формы, срошийеся в нижней части. Завязь голая. Плод — приплюснутая, шаровидная коробочка. Цветёт с мая по июль.

## Ареал и местообитание
Основная часть ареала находится в Грузии. В России встречается только в районе города Сочи. Предпочитает известковые склоны нижнего горного пояса, где чаще всего и встречается, является кальцефилом.

## Охранный статус
Является эндемичным реликтовым видом. Занесена в Красную книгу России  и Красную книгу Краснодарского края. Вымирает в связи с нарушением мест обитания.

## Синонимика
- Andrachne bodinieri H.Lév.
- Andrachne cadishan Roxb. ex Hook.f.
- Andrachne capillipes (Pax) Hutch.
- Andrachne capillipes var. pubescens Hutch.
- Andrachne cavaleriei H.Lév.
- Andrachne chinensis Bunge
- Andrachne chinensis var. pubescens (Hutch.) Hand.-Mazz.
- Andrachne colchica Fisch. & C.A.Mey. ex Boiss.
- Andrachne cordifolia Hemsl.
- Andrachne hirsuta Hutch.
- Andrachne lolonum Hand.-Mazz.
- Andrachne montana Hutch.
- Andrachne nana (P.T.Li) Govaerts
- Andrachne yunnanensis (P.T.Li) Govaerts
- Arachne capillipes (Pax) Pojark.
- Arachne chinensis (Bunge) Pojark.
- Arachne colchica (Fisch. & C.A.Mey. ex Boiss.) Pojark.
- Arachne hirsuta (Hutch.) Pojark.
- Arachne hirsuta (Hutch.) Hurus.
- Arachne montana (Hutch.) Pojark.
- Flueggea capillipes Pax
- Leptopus capillipes (Pax) Pojark.
- Leptopus chinensis var. hirsutus (Hutch.) P.T.Li
- Leptopus chinensis var. pubescens (Hutch.) S.B.Ho
- Leptopus colchicus (Fisch. & C.A.Mey. ex Boiss.) Pojark.
- Leptopus hirsutus (Hutch.) Pojark.
- Leptopus lolonum (Hand.-Mazz.) Pojark.
- Leptopus montanus (Hutch.) Pojark.
- Leptopus nanus P.T.Li
- Leptopus yunnanensis P.T.Li
- Lysimachia capillipes var. cavaleriei (H. Lév.) Hand.-Mazz.
- Lysimachia ovalifolia W.L.Sha[1]